# Håkvik
Håkvik is een plaats in de Noorse gemeente Narvik, provincie Nordland. Håkvik telt 566 inwoners (2007) en heeft een oppervlakte van 0,65 km².